# Schoolly D
Schoolly D, pseudonimo di Jesse Bonds Weaver Jr. (Filadelfia, 22 giugno 1962), è un rapper statunitense.
È considerato un pioniere dell'Hardcore rap e del Gangsta rap.

## Biografia
A metà degli anni '80, Schoolly D iniziò a collaborare con DJ Code Money. I suoi testi riflettono i temi del realismo urbano, la violenza e la spavalderia sessuale, rendendo Schoolly D il primo gangsta rapper. Il rapper apparve in un documentario del 1986 intitolato Big Fun In The Big Town. In seguito abbracciò uno stile afrocentrico, come KRS-One, portando la cultura afrocentrica a indirizzarsi verso l'hip-hop.
Schoolly D contribuì alle colonne sonore di molti film diretti da Abel Ferrara, come P.S.K., Saturday Night (con canzoni provenienti dall'album omonimo) e la traccia Am I Black Enough for You?, utilizzata durante le riprese di King of New York dello stesso Ferrara. Quest'ultimo brano proveniva dall'album How a Black Man Feels, mentre la canzone Signifying Rapper dall'album Smoke Some Kill. Poiché i Led Zeppelin furono citati a causa di un'interpolazione non chiara della sua canzone Kashmir in Signifying Rapper, la canzone è stata omessa dalla colonna sonora del film e dalle successive versioni del film.
Il compositore Joe Delia scelse e contattò Schoolly per co-scrivere e registrare The Player per il film The Blackout di Ferrara. Schoolly scrisse anche la colonna sonora del film Il nostro Natale. Nel 2006, Schoolly D co-sceneggiò la colonna sonora del film indipendente Order of the Quest con Chuck Treece. Questa serie di progetti è stata prodotta da Benjamin Barnett e Jay D Clark di Media Bureau. Il suo ultimo album Funk 'N Pussy include le apparizioni di Chuck D dei Public Enemy, Chuck Chillout, Lady B e un remix di batteria e basso del brano Mr. Big Dick di Schoolly D (remixato dal gruppo trip hop britannico The Sneaker Pimps).
Schoolly ha composto musica e occasionalmente narrato nella serie animata Aqua Teen Hunger Force, nel blocco di programmazione Adult Swim di Cartoon Network. È stato ospite in un episodio di Space Ghost Coast to Coast. Ha anche creato la canzone Sharkian Nights di 12 oz. Mouse. Il personaggio Jesse B. Weaver di The Rudy and Gogo World Famous Cartoon Show è stato ispirato dal suo nome.
Nel novembre 2006, Schoolly D e Cartoon Network furono citati in giudizio per il tema musicale di Aqua Teen Hunger Force. Un batterista di nome Terence Yerves affermò infatti di aver scritto il tema musicale insieme a Schoolly D nel 1999 mentre lavorava al Meat Locker Studio. Yerves era consapevole che la canzone sarebbe stata usata per una serie televisiva, ma non approvò che venisse usata per Aqua Teen Hunger Force. Tuttavia, non depositò il copyright alla Biblioteca del Congresso fino a maggio 2006, dopo che la quarta stagione della serie aveva già ha iniziato la messa in onda. Nella causa, Yerves chiese di ricevere 150.000 dollari per ogni volta che la serie sarebbe stata trasmessa dopo la denuncia, e chiese che tutte le copie esistenti dei DVD della serie venissero sequestrate e che Aqua Teen Hunger Force avrebbe smesso di andare in onda.

## Discografia

### Singoli
- 1984 – Maniac/Gangster Boogie
- 1985 – C.I.A. (Crime In Action)/Cold Blooded Blitz

### Album
- 1986 – Schoolly D
- 1987 – Saturday Night! – The Album
- 1988 – Smoke Some Kill
- 1989 – Am I Black Enough for You?
- 1991 – How a Black Man Feels
- 1994 – Welcome to America
- 1995 – Reservoir Dog
- 2000 – Funk 'N Pussy
- 2010 – International Supersport
- 2019 – The Real Hardcore

### Compilation
- 1987 – The Adventures of Schoolly D
- 1995 – The Jive Collection, Vol. 3
- 1996 – A Gangster's Story: 1984–1996
- 2000 – Best on Wax (5 Years of Schoolly D)
- 2003 – The Best of Schoolly-D

## Filmografia

### Attore

#### Cinema
- L'ora della violenza 2 (The Substitute 2: School's Out), regia di Steven Pearl (1998)
- Scarlet Diva, regia di Asia Argento (2000)
- Snipes, regia di Rich Murray (2001)
- Order of the Quest, regia di Benjamin F. Barnett (2008)
- Skid Row, regia di Michael Shershenovich (2013)
- Alpha Girls, regia di Tony Trov e Johnny Zito (2013)
- Reagitator: Revenge of the Parody, regia di Dylan Mars Greenberg (2017)
- Cool as Hell 2, regia di James Balsamo (2019)

#### Televisione
- Space Ghost Coast to Coast – serie animata, 1 episodio (1994)

### Doppiatore
- Aqua Teen Hunger Force – serie animata, 24 episodi (2000-2013)

## Doppiatori italiani
Da doppiatore è sostituito da:
- Corrado Conforti in Aqua Teen Hunger Force